# Simplicia lautokiensis
Simplicia lautokiensis är en fjärilsart som beskrevs av Louis Beethoven Prout 1933. Simplicia lautokiensis ingår i släktet Simplicia och familjen nattflyn. Inga underarter finns listade i Catalogue of Life.